# آنتیلا (کوبا)
آنتیلا (به اسپانیایی: Antilla) یک منطقهٔ مسکونی در کوبا است که در استان اولگین واقع شده‌است. این شهر در سال ۱۹۰۷ تأسیس شد و به‌عنوان یکی از بنادر مهم در شمال شرقی کوبا شناخته می‌شود. آنتیلا ۱۰۱ کیلومتر مربع مساحت و ۱۲٬۵۴۲ نفر جمعیت دارد و ۵ متر بالاتر از سطح دریا واقع شده‌است.

## تاریخچه
آنتیلا در سال ۱۹۰۷ به‌عنوان یک شهر بندری تأسیس شد و به‌سرعت به یکی از مراکز مهم تجاری و حمل‌ونقل در منطقه تبدیل گردید. این شهر به‌دلیل موقعیت استراتژیک خود در نزدیکی خلیج نایپه، نقش مهمی در تجارت دریایی کوبا ایفا کرده است.

## جغرافیا
آنتیلا در شمال شرقی کوبا و در ساحل خلیج نایپه واقع شده است. این شهر دارای آب‌وهوای گرمسیری است و میانگین دمای سالانه آن حدود ۲۵ درجه سانتی‌گراد است.

## اقتصاد
اقتصاد آنتیلا عمدتاً بر پایه کشاورزی، ماهیگیری، و تجارت دریایی استوار است. این شهر به‌عنوان یکی از بنادر مهم کوبا، نقش کلیدی در صادرات محصولات کشاورزی و واردات کالاهای اساسی دارد.

## فرهنگ و گردشگری
آنتیلا به‌دلیل جاذبه‌های طبیعی و تاریخی خود، از جمله سواحل زیبا و معماری استعماری، مورد توجه گردشگران قرار دارد.